# Michael (film, 1996)
Michael är en amerikansk komedi-fantasyfilm från 1996 i regi av Nora Ephron. I filmen spelar John Travolta som ärkeängeln Mikael, som skickas till jorden för att utföra olika uppgifter, inklusive att laga några sårade hjärtan. I rollistan finns också Andie MacDowell, William Hurt, Bob Hoskins, Joey Lauren Adams och Robert Pastorelli som människor som korsar Michaels väg.
Originalmusiken komponerades av Randy Newman. 

## Referenjser
1. ↑  läs online, Internet Movie Database , läst: 13 april 2016.[källa från Wikidata]
2. ↑  läs online, www.adorocinema.com , läst: 13 april 2016.[källa från Wikidata]
3. 1 2  Anjo e Sedutor (Michael) - 1996 (på brasiliansk portugisiska), läs online, läst: 23 februari 2023.[källa från Wikidata]